# Joggins, Nova Scotia
Joggins là một cộng đồng nông thôn nằm ở phía tây hạt Cumberland, Nova Scotia. Tại đây có vách đá dài 15 km dọc theo bờ biển là một khu vực hóa thạch có niên đại địa chất Pennsylvanian cách đây khoảng 310 triệu năm, và nó đã chính thức được ghi vào danh sách Di sản thế giới của UNESCO vào ngày mùng 7 tháng 7 năm 2008.

## Lịch sử
Khu vực này được biết đến bởi những người Mi'kmaq với tên gọi "Chegoggins" có nghĩa là vị trí săn bắt những con cá lớn, một tên sửa đổi bởi những người định cư Pháp đổi nó thành Joggins. Nằm trên lưu vực sông Cumberland, một tiểu lưu vực đổ ra vịnh Fundy, Joggins là một khu vực khai thác than lâu đời. Vỉa than của nó dọc theo bờ biển của lưu vực sông Cumberland đã được khai thác vào đầu năm 1686 bởi những người địa phương Acadians, con cháu định cư của người Pháp và các đơn vị đồn trú của Anh tại Annapolis Royal vào năm 1715.
Mỏ thương mại đầu tiên được thành lập bởi Henry Cope năm 1731, nhưng đã bị phá hủy bởi những người Mi'kmaq trong tháng 11 năm 1732. Sau đó, Samuel McCully mở một mỏ vào năm 1819 với việc khai thác được vận chuyển bằng đường biển đến Saint John, New Brunswick và các thị trường khác, nhưng đã ngừng kinh doanh vào năm 1821.
Quy mô sản xuất công nghiệp công nghiệp lớn đến Cumberland chính là Hiệp hội Khai khoáng, trong đó tổ chức quyền khai thác vùng than. Bắt đầu tại Joggins vào năm 1847, sản lượng tăng sau khi việc xây dựng các tuyến đường sắt buôn bán giữa các thuộc địa trong năm 1870, tiếp theo là tuyến đường sắt Joggins vào năm 1887, một tuyến đường sắt dài 12 dặm từ các mỏ tại Joggins dẫn đến con đường chính buôn bán giữa các thuộc địa ở Maccan, gần sông Hebert.